# Liriomyza smilacinae
Liriomyza smilacinae este o specie de muște din genul Liriomyza, familia Agromyzidae, descrisă de Spencer în anul 1969. Conform Catalogue of Life specia Liriomyza smilacinae nu are subspecii cunoscute.